# Nikołaj Propper-Graszczenkow
Nikołaj Iwanowicz Propper-Graszczenkow (ros. Николай Иванович Проппер-Гращенков, ur. 13 marca?/26 marca 1901 w Zaborze koło Smoleńska, zm. 8 października 1965 w Moskwie) – rosyjski lekarz neurolog.
Od 1918 roku członek partii komunistycznej. W 1926 roku ukończył studia medyczne. W latach 1926–33 asystent na wydziale medycznym Uniwersytetu Moskiewskiego, w 1931 roku został dyrektorem instytutu psychoneurologicznego Akademii Komunistycznej. W latach 1935–37 dalsze studia w Cambridge, Nowym Jorku, New Haven, Bostonie, Montrealu. W latach 1939–45 dyrektor Wszechzwiązkowego Instytutu Medycyny Eksperymentalnej w Moskwie. W latach 1958–65 profesor neurologii na I Uniwersytecie Moskiewskim.

## Wybrane prace
- Анаэробная инфекция мозга (1944)
- Огнестрельные ранения позвоночника и спинного мозга и методы их лечения (1946)
- Черепно-мозговые ранения и методы их лечения (1947)
- Межнейронные аппараты связи - синапсы и их роль в физиологии и патологии (1948)
- Очерки вирусных поражений центральной нервной системы (1951)
- Гипоталамус, его роль в физиологии и патологии (1964)